# Protein huỳnh quang xanh
GFP, viết tắt từ Green Fluorescent Protein, là một loại protein bao gồm 238 amino acid (26.9 kDA), được dùng thông dụng trong sinh học và hoá sinh học. Protein phát ra ánh sáng huỳnh quang màu xanh cây khi đặt dưới ánh đèn cực tím.

## Hình ảnh

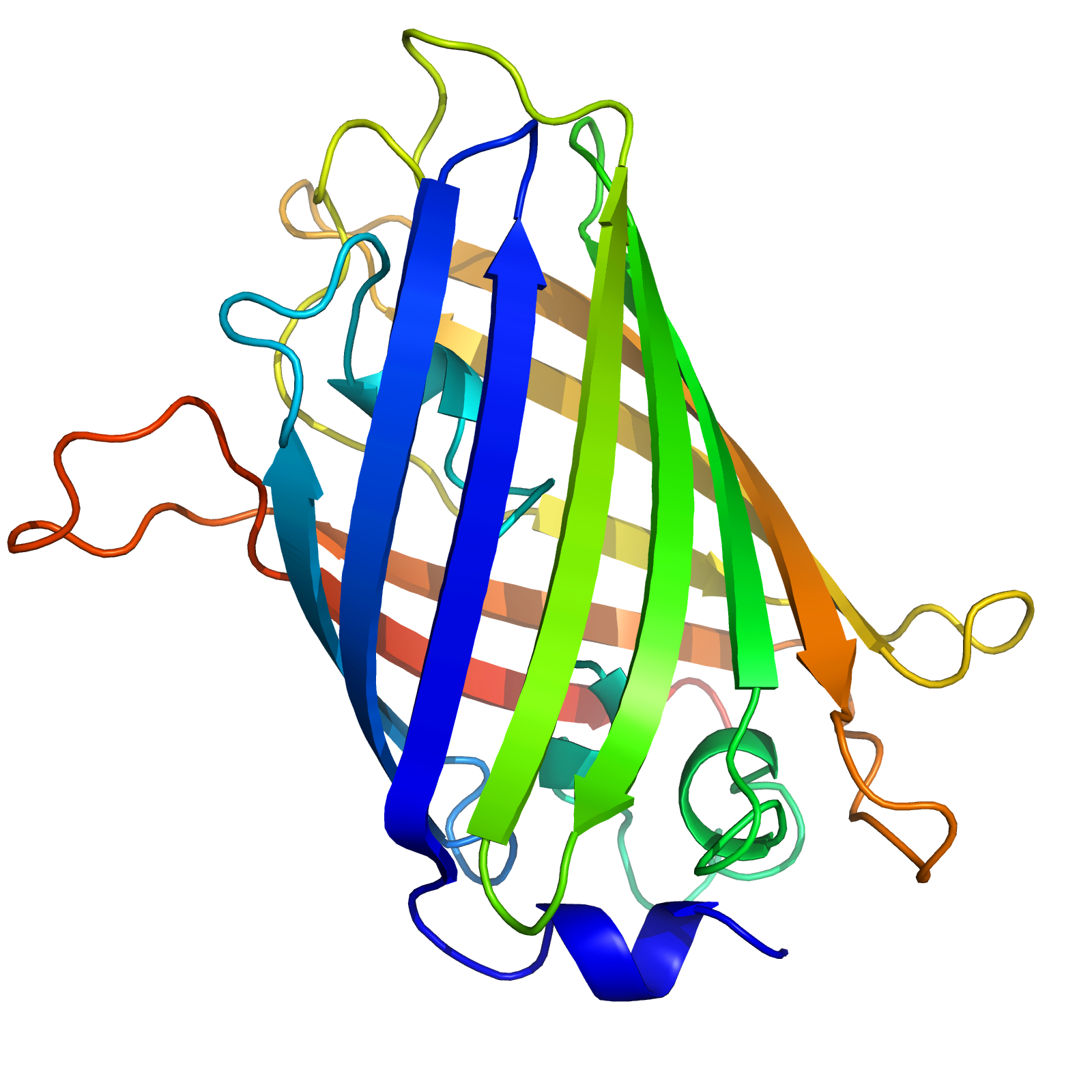
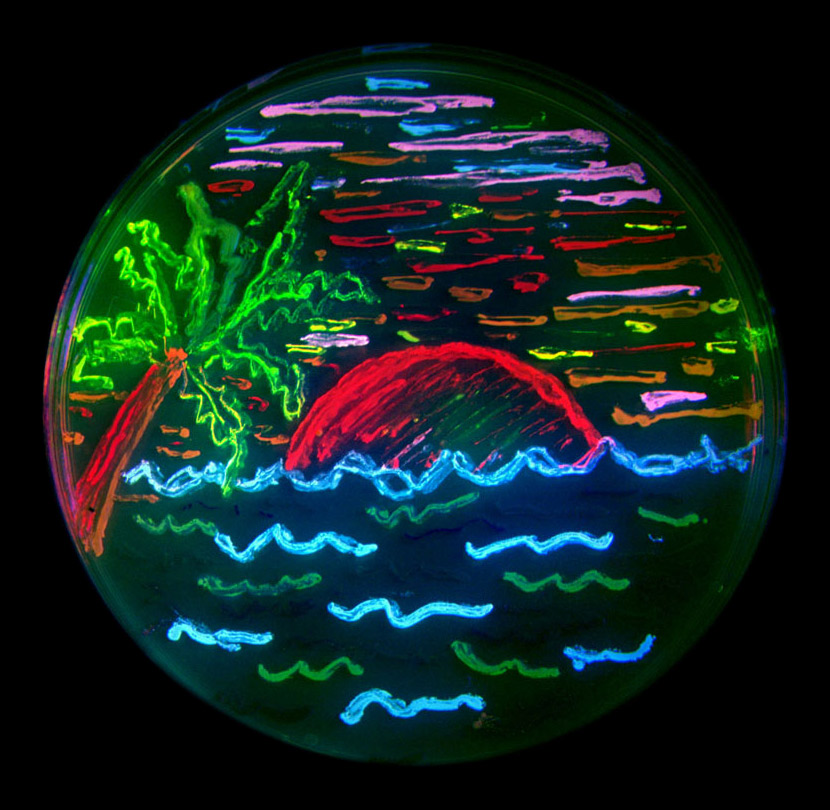